# Курчала
Курчала (Курчали) — уничтоженное селение, располагавшееся на севере современного Урус-Мартановского района Чеченской Республики.

## География
Село располагалось на правом берегу реки Сунжи, у впадение в неё реки Гехи, в 9 километрах к западу от города Грозного и в 6 км к северу от районного центра Урус-Мартан.

## История
Селение основано в XVI—XVIII веках выходцами из горного Курчали.
В основу названия населённого пункта Курчала легло названия чеченского тайпа — Курчалой.
В январе 1825 года Н. В. Греков собрал отряд, состоявший из части грозненского гарнизона, чтобы наказать непокорный аул Гехи.
На обратном пути  отряд двинулся по прорубленной им просеке и по пути сжег  два аула, хозяева которых не выдали живущих у них кабардинских абреков. Пройдя просеку, отряд расположился ночевать на курчалинской поляне. Греков послал к курчалинцам предупреждение, что деревня их завтра будет сожжена, потому что стоит на проходной дороге, мешает его набегам и содействует враждебным нам людям; желающим и не участвовавшим дотоле в измене предоставлялось сейчас же выбраться на Сунжу или на Терек. К утру большая часть жителей уже готова была к выселению, и только немногие решились воспрепятствовать уничтожению их родного гнезда. Но это было усилие безумия: 21-го января деревня была занята и сожжена. Лишь только отряд двинулся вперед, с разных сторон защелкали ружейные выстрелы, и собравшиеся на тревогу жители истребленных накануне аулов, усилив собою курчалинцев, с ожесточением преследовали, вместе с ними, войска до самой Сунжи.
По данным чиновника П. М. Сахно-Устимовича, состоявшего при А. П. Ермолове, селение Курчала находилось на реке Гехи, которая впадает в Сунжу чуть выше Алхан-Юрта. Старый Курчалой был разрушен 12 апреля 1826 года в результате штурма.
10 апреля 1826 года войска А. П. Ермолова прибыли к селению Алхан-Юрт и тотчас небольшая часть пехоты на каюках переправилась на правый берег Сунжи. Была сожжена деревня Курчали, жители которой оказали упорное сопротивление.
Влево от Курчали, саженях в 200, в дремучем лесу, находится другая деревня, называемая Лесной Курчали. Это был всегдашний   приют злейших мошенников, и генерал приказал истребить его. Егеря наши бросились в лес и, пробежавши сажень 100, засели за поваленными деревьями на ружейный выстрел от крайних сакель, из-за которых чеченцы открыли самый сильный огонь. Взять эту деревню приступом стоило бы нам много людей, и потому пробовали зажечь ее гранатами из подвезенных в лес на людях двух единорогов; но густота леса и огромные деревья мешали орудиям действовать с успехом. Должно было прибегнуть к конгревовым ракетам, и после нескольких попыток наконец удалось зажечь ими в двух или трех местах это разбойничье гнездо.
В 1834 году начальник Военно-топографического депо И. Ф. Бларамберг указывал, что селения на реке Гехи (Нуарик , Малага, Гехи) были разрушенны неоднократными атаками. В окрестностях есть масса мелких посёлков, в которых живут выходцы из Гехи — Дихинкач-юрт, Мирзахан-юрт, Сайтан-юрт, Курчала.
Впоследствии жители села Курчала были расселены в соседние аулы Алхан-Юрт и т. д.
На месте бывшего села сохранилось старое кладбище с покосившимися надмогильными плитами.